# Barone Canavese
Barone Canavese (Baron in piemontese) è un comune italiano di 529 abitanti della città metropolitana di Torino in Piemonte.

## Geografia fisica
Piccolo centro agricolo situato sulle colline moreniche di fronte all'anfiteatro morenico di Ivrea, poco a nord di Caluso.

## Origini del nome
Il nome deriva, probabilmente da barros, "sterpeto".

## Storia
È citato, per la prima volta, in documenti risalenti alla fine del secolo XII. Fu feudo dei Conti di Valperga, la più ricca e potente delle casate canavesane. I signori di Barone avevano giurisdizione anche su Vische e diritti su Andrate, Settimo Vittone, e Brosso, mentre nella seconda metà del Duecento un membro della loro famiglia fu nominato vescovo-conte di Ivrea. Nel XIV il castello venne distrutto da mercenari al soldo dei Visconti di Milano.

### Simboli
Lo stemma e il gonfalone del comune di Barone Canavese sono stati concessi con decreto del presidente della Repubblica del 2 marzo 2007.
Il fasciato con la pianta di canapa era il blasone della famiglia Valperga.
Il gonfalone è un drappo di bianco.

## Monumenti e luoghi di interesse

### Il Castello
Il castello di Barone costituisce una delle più importanti architetture barocche del Canavese. Il progetto è dell'architetto Costanzo Michela che ha eseguito questo progetto nel 1772-1774, dopo aver lasciato la collaborazione con Juvarra alla palazzina di Stupinigi di Torino.
Il progetto eseguito su incarico dei Valperga prevedeva un grande edificio composto da due lobi contrapposti collegati da un grande salone centrale di 13 metri di altezza.
Il castello di Barone Canavese è certo l'opera più importante dell'architetto Michela (anche autore ad Aglié della notissima chiesa di Santa Marta, di un settore del castello e della chiesa di Barone).
Pare che per ragioni economiche sia stato sviluppata solo parzialmente nella parte tuttora esistente.
L'opera è stata restaurata dall'ing. Paolo Derossi negli anni '50 del novecento ed è tuttora di proprietà della famiglia Derossi. 
Il castello ha tre piani, due collegati da una scala monumentale, a sbalzo del muro, di eccezionale fattura. Il piano centrale ha un grande salone a pianta circolare da cui si dipartono tre sale a pianta quadrata; una di queste conserva intatto un bellissimo affresco settecentesco con caratteristiche decorazioni in cera.

### La parrocchiale di Santa Maria Assunta

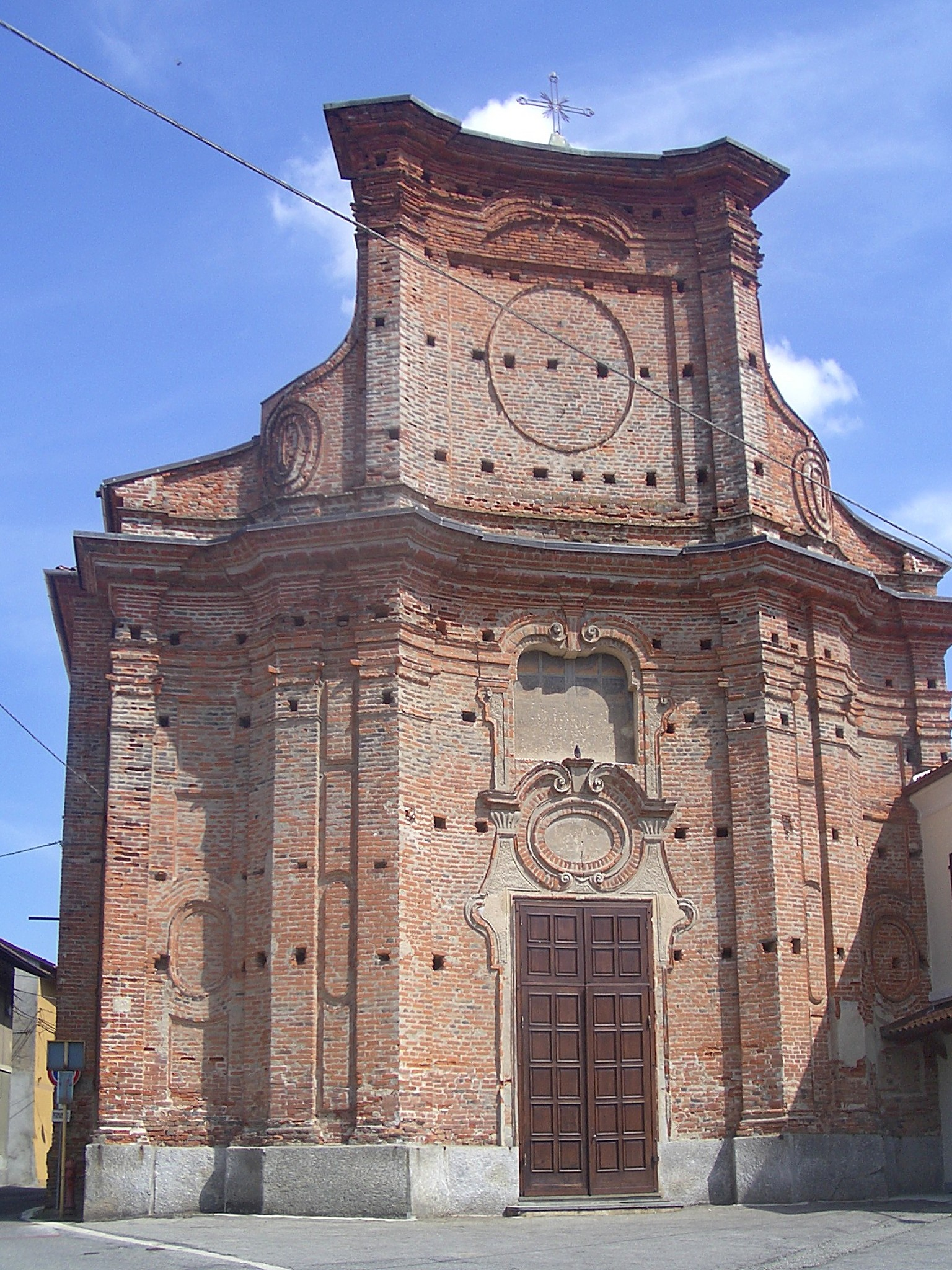
Chiesa parrocchiale di Santa Maria Assunta

Fu costruita tra il 1729 ed il 1743 su di un progetto dell'architetto Michela. La struttura fu alterata da successivi restauri: possiede una pregevole facciata in cotto, mentre all'interno è presente una ricca balaustra. Alcune parti mostrano strutture in cotto, loggette ad archi e altre caratteristiche architettoniche dei tempi antichi. 

### Lapera d'l beucc
Poco lontano dalla chiesa è situato un masso con un foro: la pera d'l beucc ( la pietra del buco), probabilmente di origine preistorica, che sino a qualche anno fa costituiva un punto di incontro per gli anziani.

## Società

### Evoluzione demografica
Abitanti censiti

### Etnie e minoranze straniere
Secondo i dati Istat al 31 dicembre 2017, i cittadini stranieri residenti a Barone Canavese sono 25, così suddivisi per nazionalità, elencando per le presenze più significative:
1. Romania, 23

## Economia
Il comune ha una sufficiente produzione agricola, tra cui spicca il vino del vitigno Erbaluce di Caluso.

All'inizio degli anni '90 sono nate alcune industrie del settore elettronico ed altre per la lavorazione del legno e la distribuzione di prodotti alimentari.

## Amministrazione
| Periodo | Periodo   | Primo cittadino         | Partito      | Carica  | Note       |
| ------- | --------- | ----------------------- | ------------ | ------- | ---------- |
| 2004    | 2009      | Sergio Gregorio Bogetti | lista civica | Sindaco |            |
| 2009    | 2014      | Sergio Gregorio Bogetti | lista civica | Sindaco | II mandato |
| 2014    | 2019      | Alessio Bertinato       | lista civica | Sindaco |            |
| 2019    | in carica | Alessio Bertinato       | lista civica | Sindaco | II mandato |